# Kurt-Allan Belfrage
Kurt-Allan Belfrage, född 27 augusti 1907 i Stockholm, död 15 januari 1991, var en svensk diplomat och företagsledare.
Belfrage blev juris kandidat 1930, anställdes som attaché vid Utrikesdepartementet 1930, blev 2:e sekreterare 1936, 2:e legationssekreterare i Bukarest och Sofia 1938, var 1:e sekreterare 1939–1941, 1:e legationssekreterare i London 1943, var charge d'affaires i Paris 1944–1945, handelsråd 1944 och beskickningsråd 1947–1951, envoyé i Wien 1951–1954, i disponibilitet 1954–1957, var verkställande direktör för Atlas Copcos franska dotterbolag Atlas Copco France S.A. i Paris 1954–1957 och vice VD för Atlas Copco AB 1955–1957, samt VD och koncernchef för Atlas Copco från 1957 till 1970.
Kurt-Allan Belfrage var son till börschefen Kurt Belfrage och äldre bror till Leif Belfrage. Han var gift med Renée Puaux, dotter till den franske diplomaten Gabriel Puaux och syster till diplomaten François Puaux. Makarna Belfrage var föräldrar till Patrick, Frank och Erik Belfrage. De är begravna på Solna kyrkogård.

## Priser och utmärkelser
- 1962 - Storofficer (grande ufficiale) av Italienska republikens förtjänstorden [6]
- 6 juni 1974 - Kommendör av första klassen av Vasaorden [7]